# تحت نتريت
تحت النتريت (هيبونتريت) هو صنف من المركبات الكيميائية الحاوية على أيون تحت النتريت 2−N2O2، وتعد هذه المركبات أملاح حمض تحت النتروز.

## الخصائص
هناك نمطين من أيون تحت النتريت حسب البنية وهما النمط مقرون cis والنمط مفروق trans. إن النمط المفروق هو النمط الثابت وعليه توجد أغلب أملاح تحت النتريت، مثل تحت نتريت الصوديوم Na2N2O2 وتحت نتريت الفضة Ag2N2O2
يحضر النمط مفروق من اختزال أملاح النتريت بواسطة ملغمة الصوديوم.

## تحت نتريت الصوديوم
يحضر النمط المفروق من تحت نتريت الصوديوم من تفاعل ملغمة الصوديوم مع نتريت الصوديوم:
{\displaystyle \mathrm {2\,NaNO_{2}+4\,Na_{Amalgam}+2\,H_{2}O\longrightarrow Na_{2}N_{2}O_{2}+4\,NaOH} }
أو من تفاعل مركبات نتريت الألكيل مع الهيدروكسيلامين، أو من التحليل الكهربائي لمركب نتريت الصوديوم.
أما الشكل المقرون من تحت نتريت الصوديوم NaN2O2 فيمكن تحضيره من تمرير أكسيد النتروز على محلول من الأمونياك يحوي على قطع من فلز الصوديوم عند الدرجة −50 °س. إن الشكل المقرون أكثر نشاطاً كيميائياً من الشكل المفروق، ولا يمكن الحصول منه على الشكل المقرون للحمض الأصلي، أي مقرون حمض تحت النتروز.

## تحت نتريت الفضة
يتفاعل تحت نتريت الفضة مع هاليدات الألكيل RX ليشكل مركبات تحت النتريت العضوية (RON=NOR) مثل تحت نتريت ثالثي البوتيل، والتي تستخدم من أجل توفير مصدر للجذور الحرة.

## اقرأ أيضاً
- حمض النتروز
- حمض تحت النتروز
- نترات
- نتريت